# Programa de Modernización de la Administración Pública

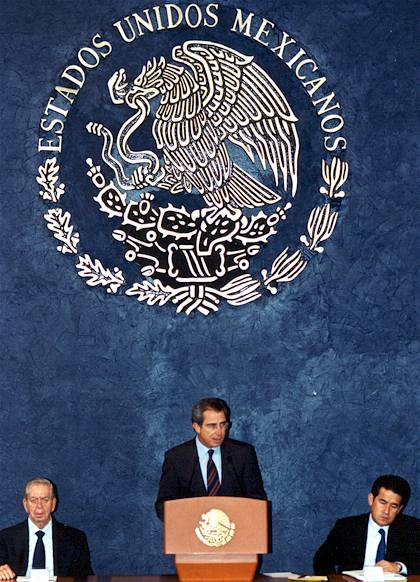
Ernesto Zedillo, durante la Reunión sobre la Transición de la Administración 1994-2000, en el salón Adolfo López Mateos, de Los Pinos.

El Programa de Modernización de la Administración Pública (PROMAP) fue un programa desarrollado en la administración de Ernesto Zedillo dentro del Plan Nacional de Desarrollo 1995-2000 de los Estados Unidos Mexicanos y fue puesto en marcha el 6 de mayo de 1996. Tenía como fin impulsar una administración pública accesible, moderna y eficiente de acuerdo a las tendencias globales de la Nueva Gerencia Pública a nivel federal. Con esto se pretendía desarrollar una burocracia orientada al servicio, cercana a la ciudadanía, que fomentara la dignidad y profesionalización de la función pública, y a la vez la dotara de medios e instrumentos que destacaran su capacidad productiva y creativa.

## Contexto histórico
La concepción, desarrollo e implementación del PROMAP se vieron influenciadas por el periodo de transición que México vivía y por las transformaciones del panorama mundial.
El 1 de diciembre de 1994, Ernesto Zedillo asumió la presidencia de México y apenas unos días después el país entró en una severa crisis económica que provocó la devaluación del peso y la necesidad de un rescate financiero proveniente de Estados Unidos y el Fondo Monetario Internacional principalmente. Como resultado, el valor del peso pasó de 3.4 pesos por dólar a 7.7 al finalizar el año. Durante 1995 el PIB se contrajo 6 %, la tasa de inflación ascendió a más de 50 % y el salario mínimo real cayó en 12 %. Aunque la recuperación fue rápida —en buena medida por los altos precios del petróleo—, el gobierno mexicano se había endeudado en más de 20 mil millones de dólares. Unos años después la deuda crecería con el Fobaproa, acción por la cual los pasivos bancarios se asumieron como deuda pública y comprometió aún más la hacienda pública.
En lo que respecta al panorama internacional, durante la década de los noventa México vivió un proceso de apertura comercial bajo los nuevos cánones mundiales. El 1 de enero de 1994 entró en vigor el Tratado de Libre Comercio de América del Norte. Este acuerdo supuso una serie de cambios y exigencias no solo económicas, sino también políticas y organizativas al interior del país. En un esfuerzo similar por posicionar al país dentro de las corrientes impulsadas por los países occidentales, México ingresó a la OCDE El 18 de mayo de 1994. La organización estaba conformada por países de Europa del Este y América del Norte, y la mayoría de ellos habían implementado, a lo largo de la década de los ochenta, una serie de reformas de la Nueva Gerencia Pública (NGP).
La NGP surge como respuesta al modelo del estado de bienestar que había prevalecido desde el periodo de entreguerras y se había consolidado tras la Segunda Guerra Mundial. De acuerdo con la NGP, el Estado se había vuelto un aparato pesado, opaco e ineficiente, y para ello se necesitaba de reformas estructurales que delinearan un nuevo Estado. Este nuevo modelo retomaba principios del mercado y las organizaciones privadas para el sector público. Algunas de sus principales directrices son: saneamiento fiscal, privatización de empresas paraestatales, modernización administrativa, vigilancia y monitoreo de recursos, contratos internos, apertura en la provisión de servicios a empresas privadas, transparencia y rendición de cuentas, descentralización, políticas orientadas a resultados y la inclusión de nuevas tecnologías.
Estos principios fueron impulsados en países como México por medio del Consenso de Washington, en el cual los organismos financieros internacionales y los países avanzados promovieron la apertura económica y la adopción de políticas neoliberales en la organización estatal.

## Antecedentes
Previo a la creación del PROMAP, se habían realizado cambios en la organización administrativa de acuerdo a las necesidades del contexto histórico del país. Dentro del Programa se reconocen varios antecedentes, entre ellos destacan los siguientes:
| Año       | Acciones |
| --------- | --- |
| 1970-1976 | - Bases del Programa de Reforma Administrativa del Ejecutivo Federal 1971-1976: Su finalidad era ordenar, integrar y articular al sector público para transformarlo en un instrumento más adecuado para la conducción del desarrollo económico y social. - La falta de un programa formal de desarrollo nacional que definiera a nivel macro las prioridades en la materia. - Superposición de acciones y duplicación de funciones debido al gran número de paraestatales existentes. |
| 1976-1982 | - Gran reforma administrativa que incluyera: 1. Simplificar estructuras y precisar responsabilidades a las dependencias centralizadas. 2. Evitar la duplicación de tareas por institución. 3. Regularizar las dependencias cuya organización resultaba necesaria. 4. Instituir que el gasto público se presupuestara con base en programas que señalaran objetivos, metas y unidades responsables de su ejecución, y propiciar la oportuna evaluación de resultados. 5. Establecer la organización sectorial para permitir una mejor coordinación de los programas planeados. - En 1976 se promulga la Ley Orgánica de la Administración Pública Federal. - Se logró un ordenamiento del aparato público y se creó una importante infraestructura burocrática que seguiría en funcionamiento aún en años posteriores. - Los objetivos y metas establecidos fueron muy amplios y con el tiempo se fueron desviando, sin que pudieran alcanzarse en su totalidad. |
| 1982-1988 | - Dadas las condiciones económicas a las que se enfrentaba el país, se encaminó un proyecto que llevara las bases de austeridad, reforma administrativa y renovación moral. - La contracción del gasto gubernamental llevó a una reducción de las estructuras administrativas, orientándolas a la regulación y control y retirándose de acciones industriales y comerciales. La solución a esta retirada fue la privatización de empresas. - En 1983 se realizó la Reforma a la Ley Orgánica de la Administración Pública, que tenía como objetivos: 1. Hacer más eficiente el sistema de control de las dependencias y entidades. 2. Establecer un Servicio Profesional de Carrera. 3. Promover la transparencia. - La creación de la Ley de Planeación consolidó el Sistema Nacional de Planeación Democrática para lograr una estructuración del desarrollo unitaria, congruente y sistemática. - En 1982 se crea la Secretaría de la Contraloría de la Federación, cuya función era: 1. Control e inspección del ejercicio del gasto público federal y su congruencia presupuestal. 2. Dar seguimiento a la Ley Federal de Responsabilidades de los Servidores Públicos. 3. Se creó con ella el Sistema Nacional de Control y Evaluación de la Gestión Pública. - En 1985 se crea el Programa de Simplificación de la Administración Pública Federal, útil para la agilización de los trámites. - Apertura a la participación ciudadana por medio de distintos sistemas, como el Sistema de Quejas, Denuncias y Atención Ciudadana. - Hubo necesidad de disminuir el gasto social del gobierno, aplicar restricciones a los subsidios y cancelar diversos programas que se consideraron no prioritarios o estratégicos, con lo cual se llevó a posponer el cumplimiento de algunos objetivos nacionales y ajustar las dimensiones de la administración pública. |
| 1988-1994 | - Periodo donde, dadas las condiciones internacionales, se optó por plantear una serie de compromisos para responder con mayor equidad a los retos y exigencias del cambio. - Surgen programas con amplia participación ciudadana y organismos autónomos a los poderes. - Se crea el Programa de la Contraloría Social, donde los ciudadanos podían participar en la vigilancia de programas sociales. - Se constituyeron órganos autónomos que requerían de una auténtica independencia para el desarrollo de sus funciones. 1. IFE 2. Banco de México 3. Tribunal Federal Electoral - En 1992 se hace la Reforma de la Ley Federal de Responsabilidades de los Servidores Públicos, que pretendía ratificar la autonomía de gestión de las entidades paraestatales y lograr mayor eficiencia en sus acciones, así como evaluar los resultados de las empresas públicas. - La concurrencia de ordenamientos, principalmente presupuestarios, impidieron la real autonomía y profesionalización de los órganos de gobierno de las entidades. |

Para la elaboración del programa hubo también antecedentes políticos y administrativos. Kate Jenkins, una de las principales asesoras de Margaret Thatcher para la elaboración de las reformas administrativas en el Reino Unido, colaboró con el gobierno mexicano en sus propias propuestas de reforma. Asimismo, se realizaron consultas populares para conocer los intereses y preocupaciones de la ciudadanía sobre las áreas y funciones gubernamentales que requerían cambios, así como las propuestas que se tenían. Esto sirvió como punto de partida para los principales ejes del PROMAP.
El 28 de diciembre de 1994, la Secretaría de la Contraloría General de la Federación (SECOGEF) se reorganizó como la Secretaría de Contraloría y Desarrollo Administrativo (SECODAM). También se modificó la Ley Orgánica de la Administración Pública Federal para dotarla de nuevas atribuciones, tales como: control y evaluación gubernamental, dictado de las bases para realizar auditorías en los órganos del nivel federal, manejo de las declaraciones patrimoniales de los servidores públicos, control y registro de los inmuebles de la federación, coordinación de la modernización de la administración pública federal, entre otras. Una vez elaborado el PROMAP, esta sería una de las secretarías —junto con la SHCP— encargada de implementar el programa. En el 2003 la SECODAM sufriría una nueva transformación y sería renombrada como la Secretaría de la Función Pública.

## Motivación y objetivos
Fueron las fallas y vacíos que dejaron las reformas anteriores las que llevaron a plantear de manera más seria la creación del PROMAP. Entre las principales motivaciones se encuentran:
1. Limitada capacidad de infraestructura a las demandas crecientes del ciudadano frente a la gestión gubernamental: debido a la falta de verdaderos mecanismos que en favor de los particulares propiciara respuestas y atención eficaz e inmediata a demandas o quejas de los ciudadanos.
2. Centralismo: dada la persistencia de una gran centralización en actividades y en la toma de decisiones. Este esquema de funcionamiento orientado preferentemente al control presupuestario y de coordinación sectorial, hacía más largos los procesos de resolución, restringía la capacidad de gestión, y deterioraba la capacidad de respuesta de las instituciones ante las demandas de los usuarios de sus servicios.
3. Deficiencia en los mecanismos de medición y evaluación del desempeño en el gobierno: El proceso de evaluación integral del gobierno se veía limitado por la falta de sistemas de información electrónicos que concentraran la evolución cuantitativa y cualitativa de la gestión gubernamental en lo que respecta a la efectividad y eficiencia. El proceso de rendición de cuentas era incapaz de satisfacer a plenitud las expectativas de información que necesita la opinión pública para formular juicios objetivos, ya que era realizada por medio de documentos que se presentaban a órganos de gobierno, o a las unidades administrativas de jerarquía superior, siendo estas de circulación relativamente restringida.
4. Carencia de una administración adecuada para la dignificación y profesionalización de los servidores públicos: La independencia de criterio de quienes trabajan para el Estado, así como su posición en pro de valores éticos, se veían limitados por la falta de reconocimiento y seguridad en sus empleos, cargos o comisiones. La existencia de rotación laboral de los servidores públicos llevaba a las instituciones a perder su memoria institucional. Igualmente, se había omitido profundizar en el estudio sistemático de las declaraciones patrimoniales correspondientes a servidores públicos que laboran en áreas administrativas en las que pueda existir mayor proclividad a la corrupción.

En cuanto a los objetivos del PROMAP, encontraremos los siguientes:
- “Transformar a la Administración Pública Federal en una organización eficaz, eficiente y con una arraigada cultura de servicio para coadyuvar a satisfacer cabalmente las legítimas necesidades de la sociedad.
- Combatir la corrupción y la impunidad a través del impulso de acciones preventivas y de promoción, sin menoscabo del ejercicio firme, ágil y efectivo de acciones correctivas.”[7]

## Subprogramas
Para poner en marcha el PROMAP, fueron diseñados distintos subprogramas con la finalidad de abarcar, de manera más completa, todas las áreas de oportunidad previamente señaladas y cumplir con los objetivos planteados desde el Plan Nacional de Desarrollo y del programa como tal. Dichos subprogramas fueron:

### Participación y atención ciudadana
Tenía por objetivo lograr la participación más activa de la sociedad en la definición, ejecución y evaluación de las acciones institucionales para contribuir a que recibiera una atención eficiente, eficaz, oportuna y satisfactoria por parte de las instituciones públicas. Para lograrlo, se pusieron en marcha distintas líneas de acción, como fomentar la participación ciudadana en las acciones preventivas y de retroalimentación para la gestión pública a través del desarrollo de una contraloría social, la extensión de sistemas de atención directa a la población (líneas de quejas y denuncias, apertura de mecanismos electrónicos y medios de comunicación para la captación de opiniones, comentarios y propuestas de los ciudadanos) y, finalmente, la revisión y simplificación de trámites, desde su marco normativo, frente a las autoridades federales, estatales y municipales del Estado Mexicano.

### Descentralización y/o desconcentración administrativa
Su objetivo era fortalecer el Pacto Federal a través de la descentralización de funciones y la desconcentración de facultades para promover el desarrollo regional y la descentralización económica, mejorar los servicios públicos, abatir los costos y acercar las decisiones al lugar donde se requieran, todo ello para servir mejor a la población y dar mayor flexibilidad a las instituciones públicas. Esto mejoraría el servicio bajo la lógica de que entre más lejos del punto de contacto con el cliente/ciudadano esté el poder de tomar decisiones, más difícil será el brindar un buen servicio.

### Medición y evaluación de la gestión pública
Su objetivo era fortalecer los mecanismos de rendición de cuentas mediante el desarrollo de esquemas modernos de medición y evaluación del desempeño, así como lograr que la población confiara en el uso honesto, eficiente y eficaz de los recursos públicos para prevenir y sancionar actos de corrupción de manera oportuna y adecuada. Esto a partir de la creación de indicadores de desempeño, el fortalecimiento de los órganos internos de control de cada institución y el desarrollo de un Sistema Integral de Información.

### Dignificación, profesionalización y ética del servidor público
El principal objetivo de este subprograma era contar con un servicio profesional de carrera que garantizara la adecuada selección, desarrollo profesional y retiro digno de los servidores públicos, todo esto a través de la creación o, en algunos casos, fortalecimiento de los sistemas de selección y la actualización de los conocimientos y habilidades desde cada una de las dependencias. Asimismo, impulsar en el servidor público una cultura que favoreciera los valores éticos de honestidad, eficiencia y dignidad para impulsar la responsabilidad y eficiencia de la burocracia. Esto podría ser alcanzado a través del establecimiento de mejores perspectivas de desarrollo y el fortalecimiento de valores cívicos y éticos en el servicio público.

## Implementación
El PROMAP se diferenciaba de otros modelos clásicos de administración, en cuanto a la metodología de implementación, debido a que esta iniciaba con una planeación estratégica que sería llevada a cabo por medio de un cuerpo administrativo propio de la SECODAM llamada Unidad de Desarrollo Administrativo (UDA).
La metodología propuesta por la UDA contenía 8 etapas:
1. Bases de coordinación
Consistía en un documento donde la SECODAM y la SHCP se comprometían con las dependencias de la Administración Pública Federal en materia de modernización administrativa
2. Talleres estándares
Etapa en la cual, uno de lo objetivos del PROMAP comenzaba a consolidarse, pues el servidor público debía aprender a traducir sus funciones en servicios, y a identificar con claridad al cliente —o clientes— del servicio para poder asegurar que su actividad tenga un beneficio para el mismo. En caso de que no existiera beneficio, entonces debía desaparecer.
3. Difusión pública de los estándares
En esta etapa, el cliente obtiene herramientas para saber qué esperar del servicio que el servido público —ahora comprometido con cumplir con los nuevos estándares— realice.
4. Estándares definidos por el cliente
Se pone en marcha la difusión de herramientas que permiten captar la voz del cliente para retroalimentar los estándares de calidad previamente establecidos, así como conocer las expectativas y necesidades de los clientes.
5. Planeación estratégica y acciones de mejora
En este nivel de implementación, los niveles directivos tendrían que desarrollar la identificación de áreas de oportunidad detectadas en una etapa previa, con la retroalimentación de los clientes, y poder crear nuevas acciones de mejora.
6. Programa estratégico
El fruto del desarrollo de nuevas estrategias que atendieran de mejor manera al cliente se consolida en esta etapa, donde se crea un documento que contiene los proyectos correspondientes a las estrategias de modernización de la dependencia.
7. Medición
Una vez implementados los nuevos compromisos y acciones, se definirían las herramientas para evaluar interna y externamente el avance logrado. En lo interno, a través de indicadores de desempeño; en lo externo, a través de indicadores de opinión del cliente. 
Es importante destacar que el desarrollo interno se pretendía evaluar a partir de 16 acciones:
1. Desregulación
2. Difusión y agilización de trámites
3. Definición de estándares de servicio
4. Programas de atención ciudadana
5. Registro electrónico sistemático de quejas y denuncias
6. Mecanismos de participación social
7. Presupuestación de productos
8. Federalización
9. Evaluación de delegaciones
10. Desconcentración
11. Medición del desempeño
12. Clima laboral
13. Sistemas de selección personal
14. Capacitación de personal
15. Sistema de reconocimientos
16. Sistema integral de desarrollo de recursos humanos

8. Mejora continua
Para finalizar con el proceso de modernización de la Administración Pública, la retroalimentación en una segunda etapa sería fundamental. Esto permitiría, nuevamente, utilizar la voz del cliente como un instrumento de retroalimentación a la planeación estratégica.
Estas serían las principales etapas para la implementación del PROMAP. Como podemos ver, la presencia de la capacitación, la entrega y construcción de herramientas necesarias a los servidores públicos, y el nuevo rol del cliente se encuentran constantes a lo largo de todo el proceso de construcción y desarrollo de la nueva Administración Pública.

## Logros

### Modernización administrativa
- Con la creación de la SECODAM, se llevaron a cabo diversas acciones para cumplir con los propósitos de esta secretaría. Se creó un comité directivo encargado de planear la transición hacia una administración moderna y eficiente que integrara los puntos principales del PROMAP. Esto conllevó un gran esfuerzo, muchos de los objetivos eran ambiguos y demasiado amplios. Al final, se logró elaborar Guías Técnicas que permitieron desarrollar índices en los que se midiera la gestión y cumplimiento de metas.
- Nuevas atribuciones, responsabilidades y cambios en el ámbito de competencia de más de 5 secretarías.
- Se realizaron encuentros en Monterrey (1995) y Ciudad Victoria (1996) para compartir experiencias y casos de éxito en materia de desarrollo administrativo.
- En el 2000 se crea la Auditoría Superior de la Federación (ASF), un órgano dependiente de la Cámara de Diputados —esto con el fin de darle mayor autonomía y carácter técnico— encargado realizar auditorías para evaluar, investigar, supervisar el ejercicio del gasto público. Se extendió este control al nivel local mediante la transparencia y revisión de los fondos del Ramo 33.[5]

##### Mejora Regulatoria
Uno de los mayores avances se dio en simplificar trámites y normas sobre distintos procedimientos gubernamentales. Para ello:
- En el año 2000 se crea la Comisión Federal de Mejora Regulatoria (COFEMER), órgano desconcentrado de la Secretaría de Economía con el fin de mejorar y transparentar las regulaciones a nivel federal.[9]
- Mediante el Acuerdo para la Desregularización de la Actividad Empresarial se unificaron trámites de distintos ámbitos y niveles de gobierno y se simplificaron leyes, códigos y otras regulaciones relacionados con la actividad empresarial para promover la inversión.
- También se buscó simplificar trámites para los ciudadanos mediante el Registro Nacional de Trámites (RFT). En este se concentró información sobre 3,400 trámites federales más algunos otros trámites locales. Luego se convertiría en TramitaNet y actualmente solo funciona como un buscador de trámites a cargo de la COFEMER.
- Se aplicaron encuestas de satisfacción a los usuarios y se evaluó, dio seguimiento y sancionó a las dependencias con situaciones irregulares.
- Como parte de los proyectos informáticos nacionales, se creó el Sistema Electrónico de Contrataciones Gubernamentales, CompraNet. Este entró en funciones a partir de 1996, y su objetivo era facilitar, transparentar y publicar toda la información sobre la adquisición de bienes y contrataciones de servicios. Esto facilitó la consulta de normativas, fallos, licitaciones, contratos y concursos realizados por la administración pública federal.[8] Esto resultó de suma importancia, pues en 1995 el gobierno mexicano destinaba de 25 a 30 % de su presupuesto a contrataciones por fuera, los cuales requerían cerca de 20 mil licitaciones públicas anuales, más otras varias licitaciones por invitación restringida.[10] Con este sistema y tras la simplificación de normas que conllevó, para 1999 se había logrado una disminución del 40 % en el número de trámites. En agosto de 2000, CompraNet registró 4 millones 250 mil solicitudes.[5] En la actualidad, CompraNet sigue funcionando como un portal para la consulta de contrataciones gubernamentales y ha sido dotado de nuevas funciones de acuerdo con las leyes en la materia.[notas 1][11]

### Federalismo
- Se creó el Convenio de Desarrollo Social, el cual transfirió gradualmente a los estados control sobre los proyectos realizados con recursos federales. Se descentralizaron 80 % de las funciones a los Órganos Estatales de Control y también muchas tareas de fiscalización se delegaron a las contralorías locales. Se promovieron esfuerzos similares en materia de evaluación de la gestión, vigilancia y control. En 1998 se revisaron 10,720 obras con un valor de más de 2 mil millones de pesos.
- El Sector Salud fue descentralizado en muchos servicios y tareas, que pasaban a ser responsabilidad de los sistemas estatales. Ello implicó transferir 6 mil millones de pesos en 1996 (7,981 millones en 1997), 7 mil instalaciones y 100 mil trabajadores.
- La descentralización también se implementó en educación. Para 1997 el gobierno federal atendía a 13 % de los alumnos matriculados en educación pública, mientras que las entidades federativas estaban encargadas de 87 %. El 66 % de los recursos del ramo educativo, unos 78 mil millones de pesos, corrían a cargo de gobiernos locales. El 17 de agosto de 1998 el CONALEP se federalizó y en 1999 la federación dejó de tener pleno control sobre estos en 30 estados. A las entidades se les confirió la administración de los programas de desayunos escolares.
- El INEA, el CONACYT y CONACULTA fueron otras dependencias que se descentralizaron y crearon organismos en los estados; la CONADE creó consejos municipales para que impulsaran el deporte a nivel local. También se creó el DIF del Distrito Federal.
- Nuevos programas y fondos se incluyeron dentro del Ramo 33 y el Ramo 28.
- Se desincorporaron las entidades paraestatales mediante liquidación, extinción, fusión y transparencia. Esto les exigía mayor control, vigilancia y apego a las normas federales. Sin embargo, como parte del mismo plan de modernización, se les pedía operar de manera más autónoma. Hubo muchos movimientos, reestructuraciones y cambios respecto a estas empresas: del 1 de diciembre de 1994 al 31 de julio de 2000 se concluyó la desincorporación de 111 paraestatales[notas 2] y se crearon otras 78 nuevas entidades.[notas 3][5]

##### Federalismo fiscal
- Se ampliaron las potestades fiscales de las entidades y se buscó aumentar los recursos a cargo de los estados y municipios; principalmente mediante las participaciones federales, el Ramo 28 y el Ramo 33.
- Se incrementó el Fondo General de Participaciones del 18.51 % al 20 %, lo que se tradujo en un aumento del 8 % en los ingresos estatales. A partir de ese mismo año, la federación también les otorgó 20 % del impuesto a las bebidas alcohólicas y 8 % del impuesto al tabaco. Muchos impuestos se le cedieron completamente a los estados. Por ejemplo, en 1997 se les cedió la tenencia (el impuesto sobre los autos).
- La Ley de Coordinación Fiscal fue reformada en 1995, 1996, 1998 y 1999.
- En 1998, se reformó la Ley de Coordinación Fiscal, lo que cambió la forma en que se transferían los recursos del Ramo 33; ahora estos se transferían por ley y no por convenio. Este transfería los siguientes fondos: el Fondo Nacional para la Educación Básica y Normal (FAEB), el Fondo de Aportaciones para los Servicios de Salud (FASSA), el Fondo de Aportaciones para la Infraestructura Social (FAIS), el Fondo de Aportaciones para el Fortalecimiento de los Municipios (Fortamun), el Fondo de Aportaciones Múltiples (FAM), el Fondo de Aportaciones para la Seguridad Pública de los Estados y el Distrito Federal (FASP), el Fondo de Aportaciones para la Educación Tecnológica de los Adultos (FAETA). Se buscó priorizar los gastos de este ramo a las entidades con mayor rezago en materia de pobreza, por lo que Chiapas, Guerrero, Oaxaca, Hidalgo, México, Puebla y Veracruz recibieron más del 40 % de estos recursos.
- De 1994 a 1999 el gasto primario del sector público presupuestario aumentó en 3 % y el presupuesto del Poder Ejecutivo cayó en 9.6 %, mientras que los recursos descentralizados para estados y municipios aumentaron en 35.7 % El gasto público de la federación a los estados pasó de 5.7 % del PIB a 6.7 %.[5]

### Evaluación de la gestión
- La SECODAM realizó 2,468 encuestas de opinión en los trámites y servicios gubernamentales más demandados y con más quejas. Los resultados se utilizaron para realizar indicadores y líneas de mejora.
- Se evaluaron 93 dependencias, 16 de las cuales fueron evaluadas también en cumplimiento de metas y ejercicio presupuestal.
- Se evaluaron 31 convenios de empresas paraestatales.
- Se hicieron 1,294 indicadores de gestión. Sin embargo, estos se concentraron en el Distrito Federal y en la propia SECODAM; además de que estos indicadores estaban desligados de estímulos y mecanismos de mejora. Por ello fue necesario poner en marcha una Nueva Estructura Programática (NEP) con nuevos indicadores vinculados a propósitos relacionados con la obtención de recursos.
- Se creó el Consejo Nacional de Participación Social en la Educación, en el que padres de familia evaluarían la calidad de escuelas y profesores.
- A fines de 1997, el 65 % de las dependencias públicas habían implementados sus estándares de servicio, es decir, el número de días hábiles para proveer un servicio; y muchas de estas también habían desarrollado un indicador sobre las veces que se cumplía con este estándar.[5]

### Profesionalización
- El 23 de enero de 2000 se publicó el Manual de Sueldos y Prestaciones para los Servidores de la Administración Pública Federal, que pretendía regular y transparentar las compensaciones a los funcionarios. También se instauró un tabulador flexible, que establecía grupos jerárquicos, niveles salariales y un sistema de promoción basado en méritos.
- Entre 1995 y 1999 se realizaron 55,753 cursos de capacitación en los que participaron más de 1 millón 140 mil funcionarios. Esto significó un aumento de 9.3 % respecto a las personas capacitadas entre 1989 y 1994.[5]

## Críticas
El PROMAP, pese a contener elementos de la Nueva Gerencia Pública, no logró incluir efectivamente las partes claves de este movimiento para lograr la eficiencia esperada. La prioridad del gobierno por el “nuevo federalismo”, la falta de voluntad política por modernizar a la administración pública, y los conflictos entre la SHCP y la SECODAM por poner en marcha el programa fueron factores decisivos en el alcance y éxito de la implementación del PROMAP. La oposición de la Federación de Sindicatos de Trabajadores al Servicio del Estado y el conflicto entre las dos secretarías encargadas de la modernización administrativa, serían el mismo problema que enfrentaría más tarde Ley del Servicio Profesional de Carrera, impulsada por la administración de Vicente Fox.

### Modernización administrativa
- Baja asistencia en los encuentros realizados y la desaparición de estos después del segundo evento realizado en Ciudad Victoria.
- Indicadores aislados y sin seguimiento, convenios de colaboración e investigaciones para evaluar el desempeño que nunca se volvieron a mencionar. Hasta el Sexto Informe de Gobierno se retomaron las Guías Técnicas; se dijo que se habían integrado y difundido, pero no hubo más detalles.
- La simplificación de trámites permitió que algunos de estos se agilizaran, pero no impedía la corrupción en los mismos. La eficacia en las ventanillas provocó que los funcionarios se sintieran con derecho a pedir una gratificación.[5]

### Federalismo
- Este fue el ámbito en el que el PROMAP tuvo mayor éxito y alcance. No obstante, académicos consideran que el gobierno federal confundió modernización con federalismo. Se privilegió este tema sin que ello implicase una auténtica mejoría en la administración pública, y desplazóde la agenda otro tipo de reformas, algunas incluso mucho más prioritarias. Si bien la descentralización era parte de la agenda de la NGP y el PROMAP, muchos de los objetivos de la federalización requerían una transformación en los demás temas (rendición de cuentas, profesionalización, vigilancia, etc.) para que estas surtieran el efecto deseado.
- El sector paraestatal se vio en medio de un jaloneo contradictorio entre las exigencias de control y la operación autónoma. Esta paradoja no ha sido resuelta todavía, y los resultados de las empresas paraestatales siguen atrapados por esta.
- El tema del federalismo se transformó en un federalismo fiscal principalmente y olvidó otras áreas que requerían de cambios en este sentido.[5]

### Evaluación de la gestión
- Los resultados de las encuestas de opinión nunca presentaron los datos desagregados, lo que impidió obtener mejores conclusiones que permitieran mejorar el rendimiento.
- Nunca se construyeron indicadores de eficiencia, productividad, calidad y satisfacción que sistematizaran las evaluaciones a las dependencias.
- La prueba piloto que intentó ligar al PROMAP con un Sistema de Evaluación de Desempeño fue abandonada debido a la falta de tiempo.[5]

### Profesionalización
- La profesionalización de los servidores públicos, y la necesidad de contar con un servicio civil de carrera —como el del Reino Unido o Estados Unidos― era una necesidad que había sido recalcada por años. Las administraciones anteriores habían mostrado interés por implementar esto en México, pero nunca se concretó acción alguna. Pese a las expectativas y discursos del gobierno zedillista promoviendo la profesionalización, esto nunca se consolidó. La profesionalización fue olvidada, se privilegió el federalismo, se implementaron indicadores desvinculados y poco claros, y se confundió la capacitación con la profesionalización.
- La crisis económica de 1994 provocó que el gobierno se concentrara más en temas urgentes y redujera los recursos para la modernización de la administración pública.
- En 1996, cuando el PROMAP era formulado, Norma Samaniego, secretaria titular de la SECODAM, renunció a su puesto y en su lugar entró Arsenio Farell, un político de línea dura sin experiencia en el tema. Para Farell, la prioridad no era la modernización, sino el control y descentralización, cosa que se vio reflejado en la implementación y alcances del PROMAP.
- El PROMAP nunca contó con el apoyo ni la voluntad política para llevarlo a cabo como se pretendía en sus lineamientos, y el presidente nunca tuvo un compromiso franco con la modernización la administración pública. Los esfuerzos realizados tuvieron éxitos en algunos temas aislados y se fortaleció y mejoró el desempeño de algunas áreas gubernamentales; no obstante, la articulación general de estos esfuerzos y la modernización como un proceso íntegro como se pretendió en un inicio nunca sucedieron.[5]